# Anthocharis cardamines
L'aurora (Anthocharis cardamines (Linnaeus, 1758)) è un lepidottero appartenente alla famiglia Pieridae.

## Descrizione

### Adulto

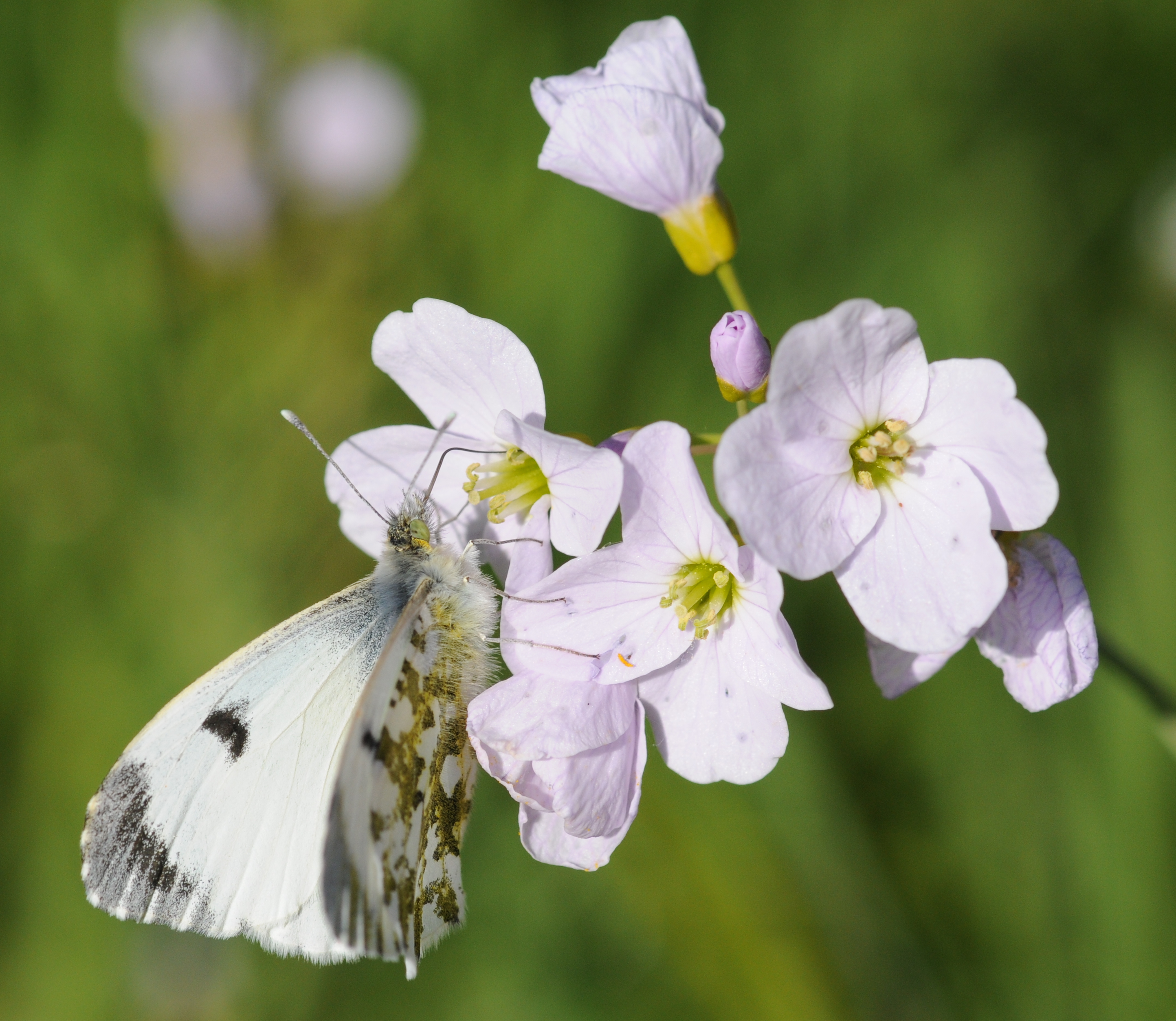
Femmina.

Questa specie ha ali di colore bianco con il termen delle ali anteriori nero. Nei maschi, la metà esterna delle ali anteriori è di colore arancione. Le pagine inferiori sono screziate di verde (formato in realtà da una mistura di scaglie nere e gialle) e bianco, permettendo a questa farfalla di camuffarsi sulle infiorescenze di Anthriscus sylvestris e Alliaria petiolata.

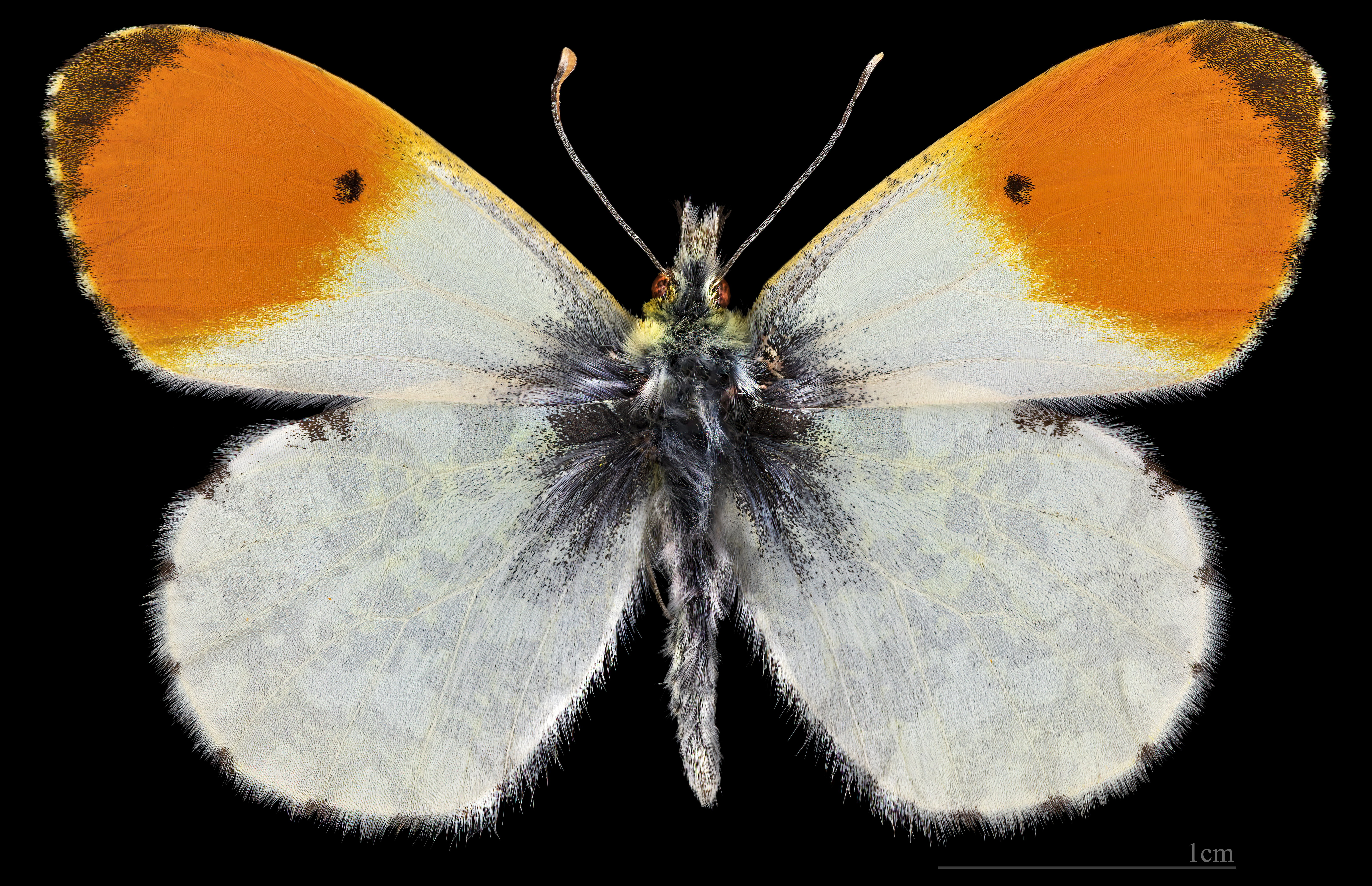
Anthocharis cardamines ♂
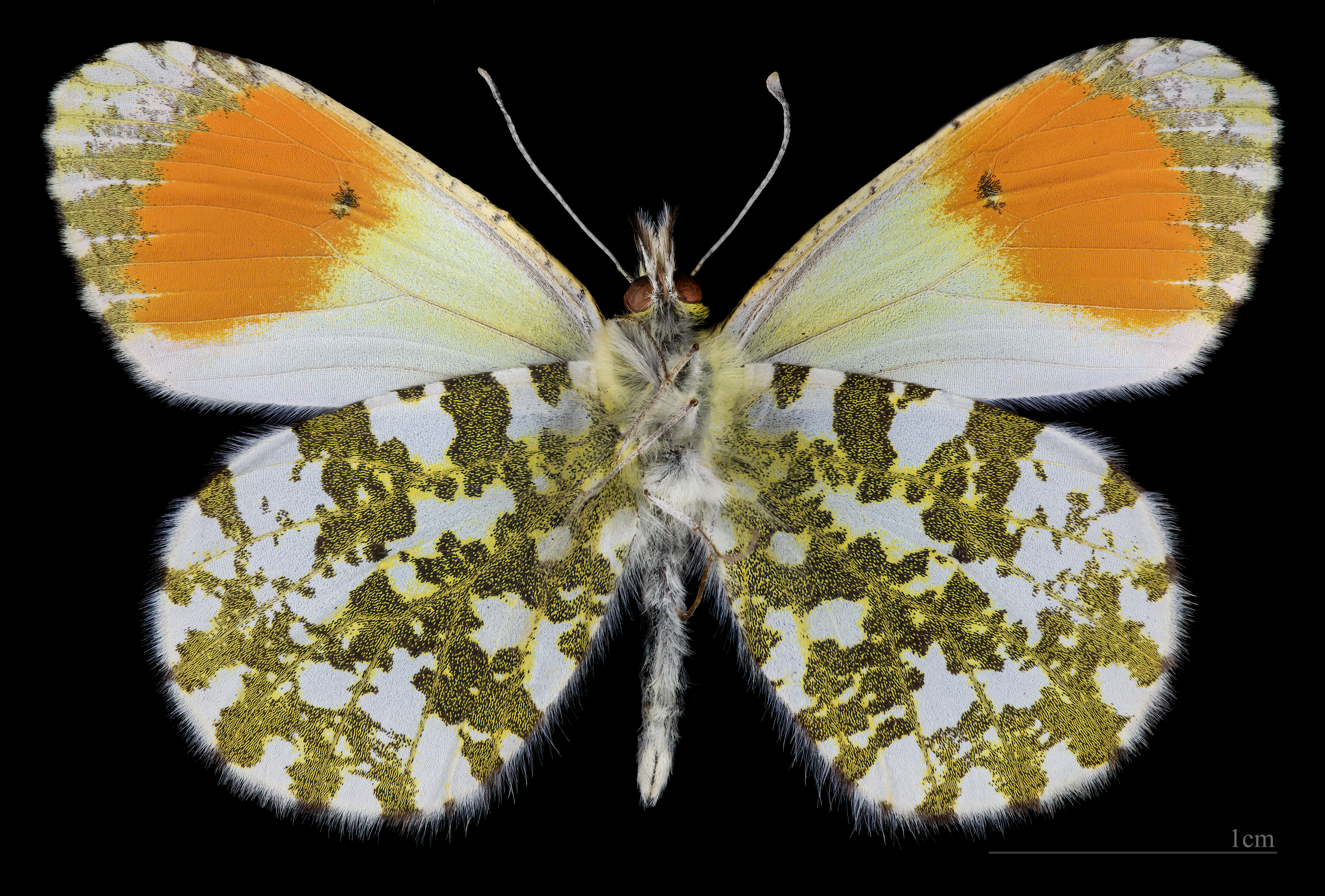
Anthocharis cardamines ♂  △
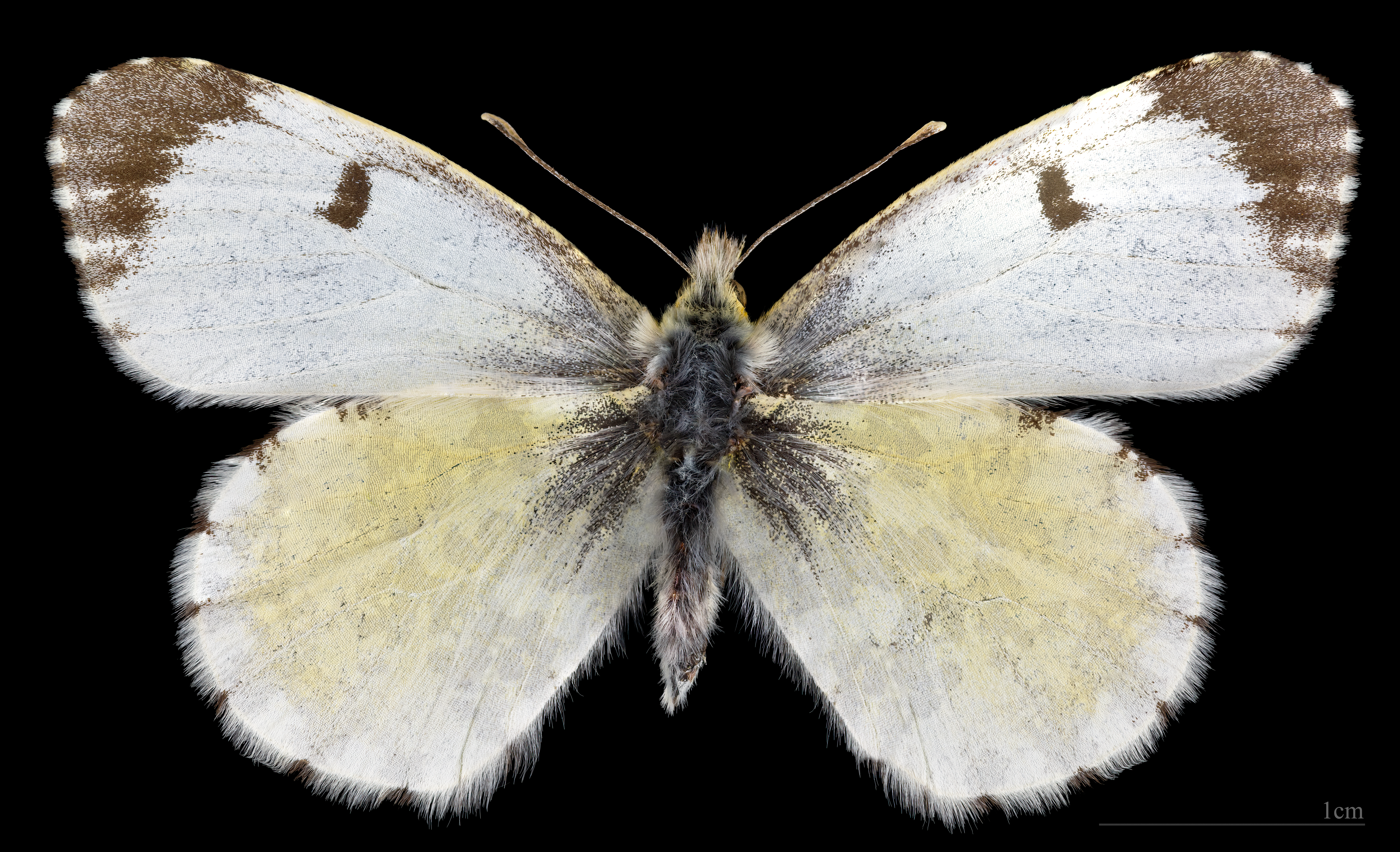
Anthocharis cardamines  ♀
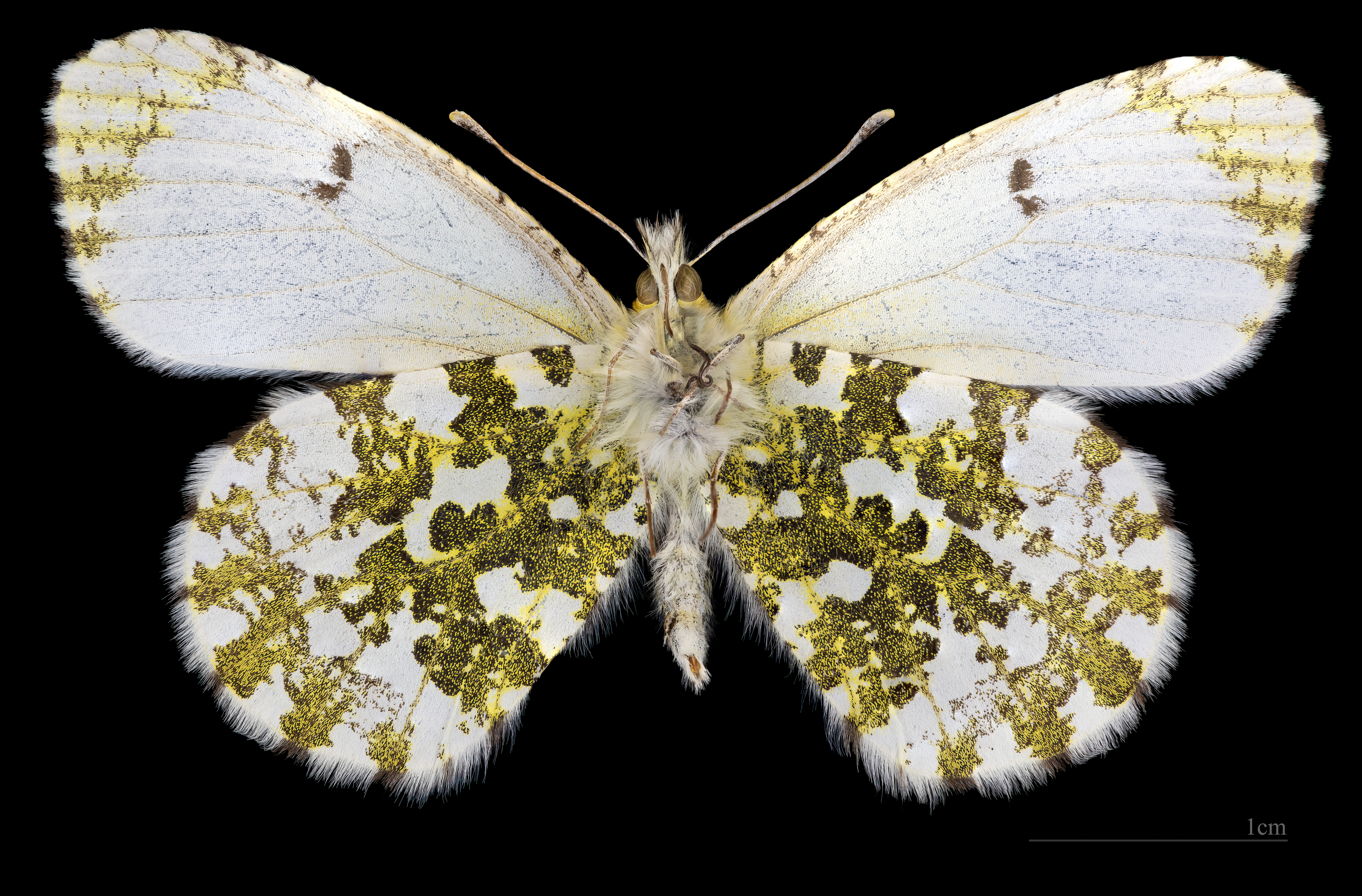
Anthocharis cardamines ♀ △

L'apertura alare varia dai 39 ai 48 mm. La femmina è leggermente più piccola del maschio.

### Uovo
Le uova sono bianche subito dopo essere state deposte, ma diventano di un arancione brillante entro pochi giorni, scurendosi all'avvicinarsi della schiusa.

### Larva
Il bruco è bianco e verde. Esistono cinque stadi larvali.

## Biologia

### Comportamento
I maschi adulti sono visibili molto spesso in primavera, mentre volano lungo prati e siepi; le femmine, invece, sono più solitarie.
Le larve si nutrono quasi esclusivamente dei fiori su cui le uova sono state deposte, ma sui germogli c'è raramente cibo sufficiente per alimentare più di un bruco, quindi, se due larve si incontrano, una di esse viene mangiata dall'altra per eliminare la concorrenza; la stessa sorte spetta anche alle uova che non si sono ancora schiuse. Per scoraggiare la deposizione delle uova su una pianta già occupata, la femmina che depone per prima rilascia un feromone deterrente.
Nemici naturali dei bruchi sono gli insetti dei generi Tachinidae e Braconidae.
La ninfosi avviene all'inizio dell'estate tra la vegetazione rada vicino alla pianta nutrice, dove le pupe emergono la primavera successiva.

### Riproduzione
La femmina depone uova singole sulle infiorescenze di Cardamine pratensis L., di Alliaria petiolata e su molte altre specie del genere Brassicaceae L.. Sono attratte in particolare dai fiori grandi, come quelli della  Hesperis matronalis L.. La selezione della pianta nutrice è attivato dalla presenza di glucosinolati, che individuano con i peli chemio-sensoriali posti sulle zampe anteriori.

## Distribuzione e habitat
Questa farfalla è diffusa in tutta la zona temperata euroasiatica, fino al Giappone.
L'habitat consiste in pascoli, prati e boschi umidi, radure, rive dei fiumi, fossi, argini, paludi e stradine di campagna.

## Sottospecie
- A. c. progressa (Sovinsky, 1905)
- A. c. septentionalis (Wnukowsky, 1927)
- A. c. phoenissa (von Kalchberg, 1894)
- A. c. alexandra (Hemming, 1933)
- A. c. hibernica (Williams, 1915)
- A. c. koreana (Matsumura, 1925)
- A. c. kobayashii (Matsumura, 1925)
- A. c. isshikii (Matsumura, 1925)
- A. c. hayashii (Fujioka, 1970)

## Nella cultura di massa
Anthocharis Cardamines, detta Aurora, è il nome di un'elfa della Luce, monarca del regno degli Elfi e regina del Regno delle Tenebre, nel romanzo La guerra degli elfi e negli altri volumi della serie omonima creata dallo scrittore irlandese Herbie Brennan.